# منطقه حفاظت‌شده اشترانکوه
منطقهٔ حفاظت‌شدهٔ اشترانکوه یک منطقهٔ حفاظت‌شده با مساحت ۸۱۶۹۲ هکتار است که در استان لرستان در ایران قرار دارد. این منطقهٔ حفاظت‌شده طبق مصوبهٔ شمارهٔ ۶۲۹ در تاریخ ۱۳۴۹/۶/۱۷ در فهرست مناطق تحت حفاظت سازمان محیط زیست ایران قرار گرفت.